# Asteia
Asteia är ett släkte av tvåvingar. Asteia ingår i familjen smalvingeflugor.

## Bildgalleri

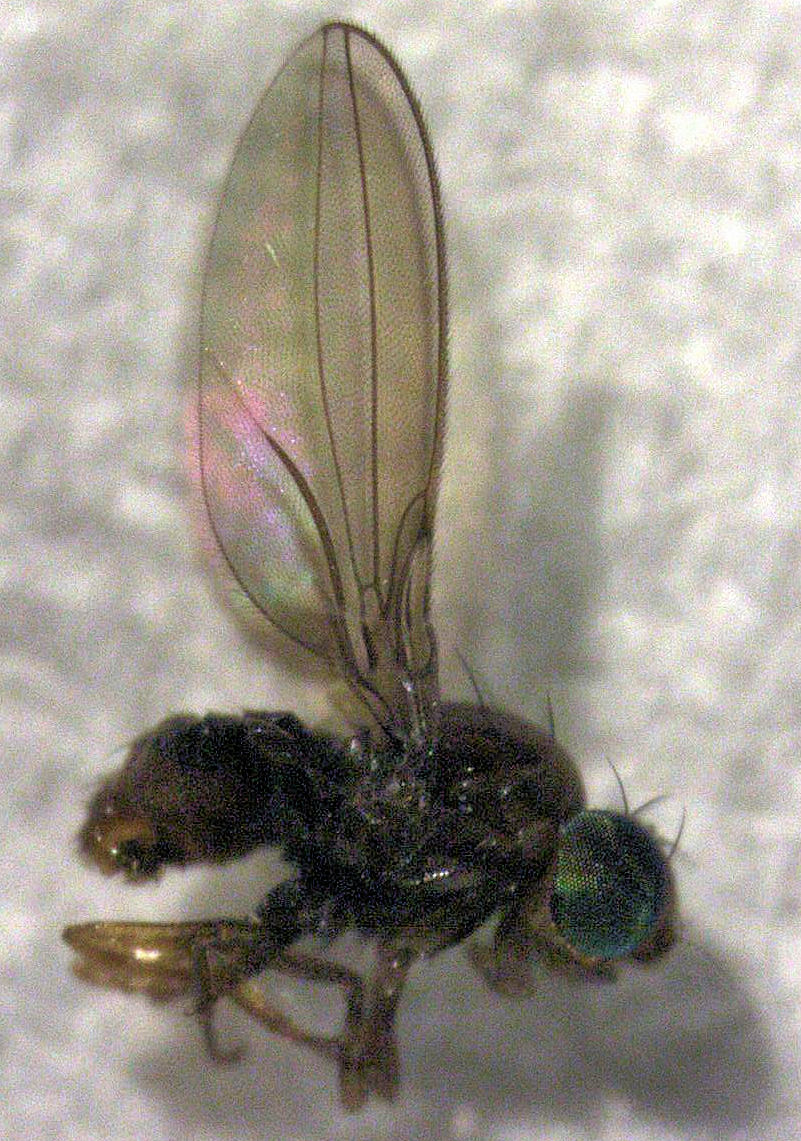
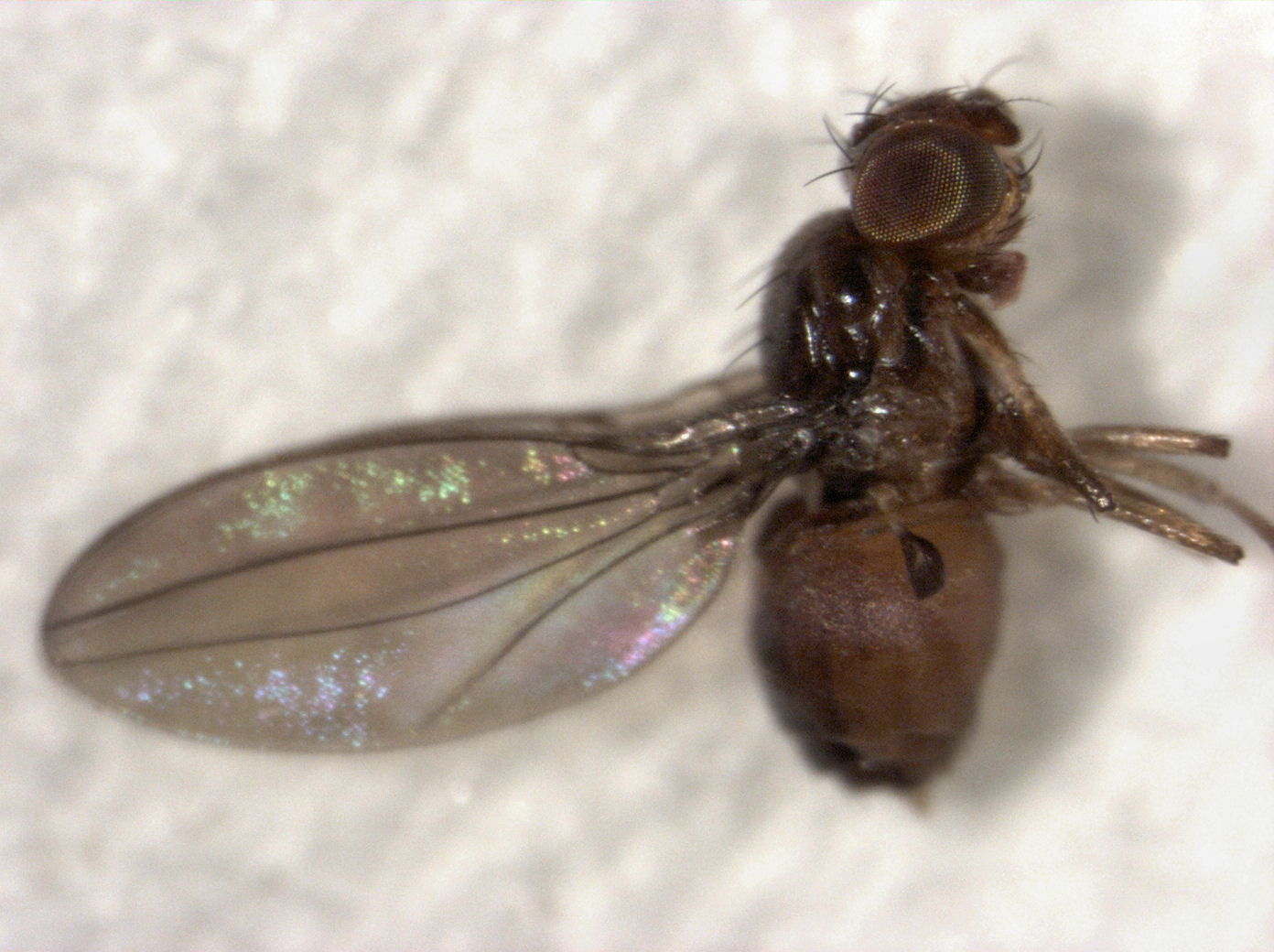

## Dottertaxa tillAsteia, i alfabetisk ordning[1][2]
- Asteia aberrans
- Asteia acrosticalis
- Asteia afghanica
- Asteia albovaria
- Asteia algeriensis
- Asteia amoena
- Asteia angustipennis
- Asteia antennata
- Asteia apicalis
- Asteia arabica
- Asteia argentinica
- Asteia atriceps
- Asteia atrifacies
- Asteia australis
- Asteia beata
- Asteia caesia
- Asteia concinna
- Asteia crassifacies
- Asteia crassinervis
- Asteia curvinervis
- Asteia decepta
- Asteia dimorpha
- Asteia elegantula
- Asteia expansa
- Asteia fasciata
- Asteia floricola
- Asteia gemina
- Asteia hawaiiensis
- Asteia ibizana
- Asteia inanis
- Asteia indica
- Asteia kraussi
- Asteia lambi
- Asteia levis
- Asteia lineifacies
- Asteia longipennis
- Asteia longistylus
- Asteia lunaris
- Asteia mahunkai
- Asteia marquesana
- Asteia mauiensis
- Asteia megalophthalma
- Asteia minor
- Asteia molokaiensis
- Asteia montgomeryi
- Asteia multipunctata
- Asteia nigerrima
- Asteia nigriceps
- Asteia nigrigena
- Asteia nigripes
- Asteia nigrithorax
- Asteia nigrohalterata
- Asteia nigroscutellata
- Asteia nitida
- Asteia nudiseta
- Asteia palikuensis
- Asteia plaumanni
- Asteia pusillima
- Asteia ramusculata
- Asteia regalis
- Asteia sabroskyi
- Asteia semilunata
- Asteia sexsetosa
- Asteia societas
- Asteia spinosa
- Asteia striatifrons
- Asteia tarsalis
- Asteia tonnoiri
- Asteia tunisica
- Asteia vanharteni
- Asteia vietnamensis